# آیندریتا ری
آیندریتا ری (به انگلیسی: Aindrita Ray))زاده ۳ مارس ۱۹۸۵) بازیگر هندی است.
از کارهای معروف او می‌توان به بازی در فیلم پاراماتما اشاره کرد.